# Joanne World Tour
Joanne World Tour foi a quinta turnê da artista musical estadunidense Lady Gaga, em suporte de seu quinto álbum de estúdio, Joanne (2016). Seu início ocorreu em 1º de agosto de 2017 em Vancouver, Canadá, e concluiu-se em 1º de fevereiro de 2018 em Birmingham, Inglaterra.
Após a liberação da venda dos ingressos, vários concertos na Europa e na América do Norte esgotaram rapidamente, ocasionando a adição de novas datas em ambos os continentes. A série de concertos foi considerada minimalista em comparação com as turnês anteriores, mas recebeu elogio da crítica devido aos visuais, pela habilidade vocal e Gaga e pela conexão com o público.

## Antecedentes
Algumas semanas antes do lançamento de seu álbum, Joanne, Gaga iniciou uma pequena turnê promocional chamada Dive Bar Tour, que visitou bares dos Estados Unidos. Em 24 de outubro de 2016, durante uma entrevista com Howard Stern, a cantora confirmou que entraria numa turnê mundial própria para continuar com a divulgação do disco e que iniciaria após a sua performance no intervalo do Super Bowl LI, ocorrida em 5 de fevereiro de 2017. Após sua apresentação no meio-tempo do jogo de futebol americano, a artista anunciou a Joanne World Tour. Mais tarde foi revelada datas na América do Norte e Europa, assim como uma data única na América do Sul com sua participação no festival brasileiro Rock in Rio. A venda dos ingressos começou em 13 de fevereiro de 2017.
Em 2 de março do mesmo ano, a equipe do Coachella Valley Music and Arts Festival anunciou Gaga como atração principal do festival em Indio, Califórnia nos dias 15 e 22 de abril em substituição à Beyoncé, que precisou cancelar sua apresentação devido à gravidez; a Billboard noticiou que, com isso, Gaga precisou sua turnê quatro meses antes do esperado, porém entrevista à Entertainment Weekly, Richard Jackson, coreógrafo de Gaga, confirmou que o concerto do Coachella seria exclusivo para o festival e que o conceito da turnê seria completamente diferente. Jackson também disse que os planos da turnê foram temporariamente paralisados, a fim de dedicarem-se aos ensaios do Coachella. A apresentação do Rock in Rio foi cancelada e toda a etapa europeia foi adiada em decorrência de fortes dores causadas pela fibromialgia da cantora, levando a conclusão da turnê para 2018. Mais tarde, dez datas da etapa europeia foram canceladas pelo mesmo motivo, o que levou ao cancelamento prematuro da turnê em 1º de fevereiro na Genting Arena em Birmingham, Inglaterra.

## Desenvolvimento

### Concepção e ensaios
"Eu coloquei minha alma na turnê... e estou ansiosa para integrá-la com minhas canções a fim de contextualizar isso de uma maneira para os fãs... Mais do que qualquer coisa, eu só quero que meus fãs sintam uma mensagem de libertação para que, a qualquer momento, eles sejam capazes de mudar onde estão em suas vidas e continuar seguindo em frente."

—Gaga falando sobre a ideia conceptiva da turnê.
Os planos da Joanne World Tour foram suspensos temporariamente devido aos ensaios para o Coachella. No entanto, o conceito estava em desenvolvimento desde o Super Bowl LI e os ensaios foram iniciados após as filmagens de A Star Is Born (2018), seu primeiro papel principal no cinema. Em julho de 2017, Gaga disse à Billboard que, juntamente com sua equipe, estavam discutindo o processo de seleção de músicas, bem como as coreografias. Seguidamente, confirmou os planos para lançar mais músicas durante a turnê, como o single "The Cure", lançado após a primeira apresentação do Coachella. Além disso, Gaga também planejou uma nova seção da Dive Bar Tour em Las Vegas, antes de dar início à turnê. Perguntada acerca da ideia, Gaga afirmou que gostaria de ter uma progressão mais lenta para que pudesse "realmente se conectar com cada pessoa da maneira mais íntima possível de modo a imergir". Gaga decidiu homenagear as vítimas do Atentado na Manchester Arena em 2017, ocorrido em maio de 2017, em todos os shows da turnê.
Em fevereiro de 2017, Gaga revelou um lookbook, sendo disponível como parte dos produtos da digressão. O livro foi uma colaboração entre o estúdio criativo londrino Lobster Eye e a empresa de merchandising Bravado. Para desenvolver as fotografias, contrataram o fotógrafo Sychrodogs e a estilista Daria Lagenberg. Modelos como Stacy Koren e Daria Svertilova posaram para as fotos, mostrando um cenário inspirado em madeira. Tania Shcheglova e Roman Noven explicaram ao jornal Women’s Wear Daily que imaginaram uma estética colorida para as imagens, dando total liberdade de como eles iriam desenvolvê-la. A fim de misturar ambos os "elementos artificiais e naturais", Synchrodogs utilizou a paisagem ucraniana como pano de fundo para as sessões de fotos. Com produtos consistindo em colares, cachecóis e camisetas, Alexa Tiejten, do jornal Los Angeles Times, afirmou: "Se o lookboook é uma indicação [da concepção da turnê], a Joanne World Tour pode ser a mais fashion turnê de Gaga." Em 19 de maio de 2017, o livro foi disponibilizado para compra no site da loja Urban Outfitters. Composta por camisetas de manga longa e manga curta e jaquetas bombardeiro, a coleção continha dez itens diferentes para o sexo masculino e feminino, bem como obras de arte inspiradas no álbum.

### Palco
Gaga confirmou, em julho de 2017, que o projeto de concepção do palco estava concluído e que a construção estava em andamento. O palco foi considerado pela artista como diferente de todas as construções anteriores presentes em suas turnês. Além disso, acrescentou que "a iluminação é algo grande para este ano". O palco principal foi criado em colaboração a empresa de design Tait Inc., com Roebrt Mullin, gerente de produção, e LeRoy Bennett, designer criativo. O proscênio contém 26 metros de largura e é acompanhado por dois palcos-satélite e um palco secundário, abrangendo três plataformas móveis para equipamentos de teste e cinco elevadores para artistas que podem se mover simultaneamente para as demais configurações do palco. Carly Mallenbaum, do USA Today, classificou-os como "palco de tetris", devido à alternância de alinhamentos. Os três principais ascensores têm 5,2 metros de largura e, alinhados paralelamente a eles, existem outros dois elevadores de 15 metros cada. Ao todo, as configurações do palco têm formas elevadas, planas, cruzadas, diagonais e em escadaria.
Além disso, a 18 metros acima da plateia, existem três cápsulas de iluminação infláveis com telas de proteção em vídeo e que também atuam como pontes. Quando não estão exibindo vídeos, descem para se conectar com palco principal , com os os palcos circulares e com o palco secundário, permitindo o acesso dos artistas para se mover entre eles. Através das plataformas móveis e do palco principal, Gaga foi capaz de percorrer toda a arena e se apresentar próximo ao público. A fase dos palcos em satélite consistia em dois elevadores hidráulicos de 3 metros, responsáveis por elevar a cantora e dar continuidade à plataforma do palco secundário. A empresa Tait Inc. também projetou um piano em forma de coração iluminado a laser. O instrumento foi adornado por 44 feixes de laser, que iluminaram a arena e foram sequenciados com os teclados no piano. O piano de concha de acrílico de 1,25 polegadas foi aprimorado numa adição de painéis em filme de policarbonato, propagando ainda mais a iluminação dos feixes.
Antes da turnê começar, Gaga discutiu sobre a opção de tocar músicas novas durante as apresentações.. No entanto, mais tarde acrescentou que, por conta do cenário, a possibilidade era menos provável. Gaga afirmou que "este show é extremamente complexo e complicado, e o palco é codificado por um computador. É intenso, e todas as pistas precisam ser auditadas em um determinado momento. É estressante e tenso para que tudo aconteça exatamente no momento. Assim, o repertório pode mudar um pouco, mas você virá para ver uma obra que criamos com você."

### Figurinos

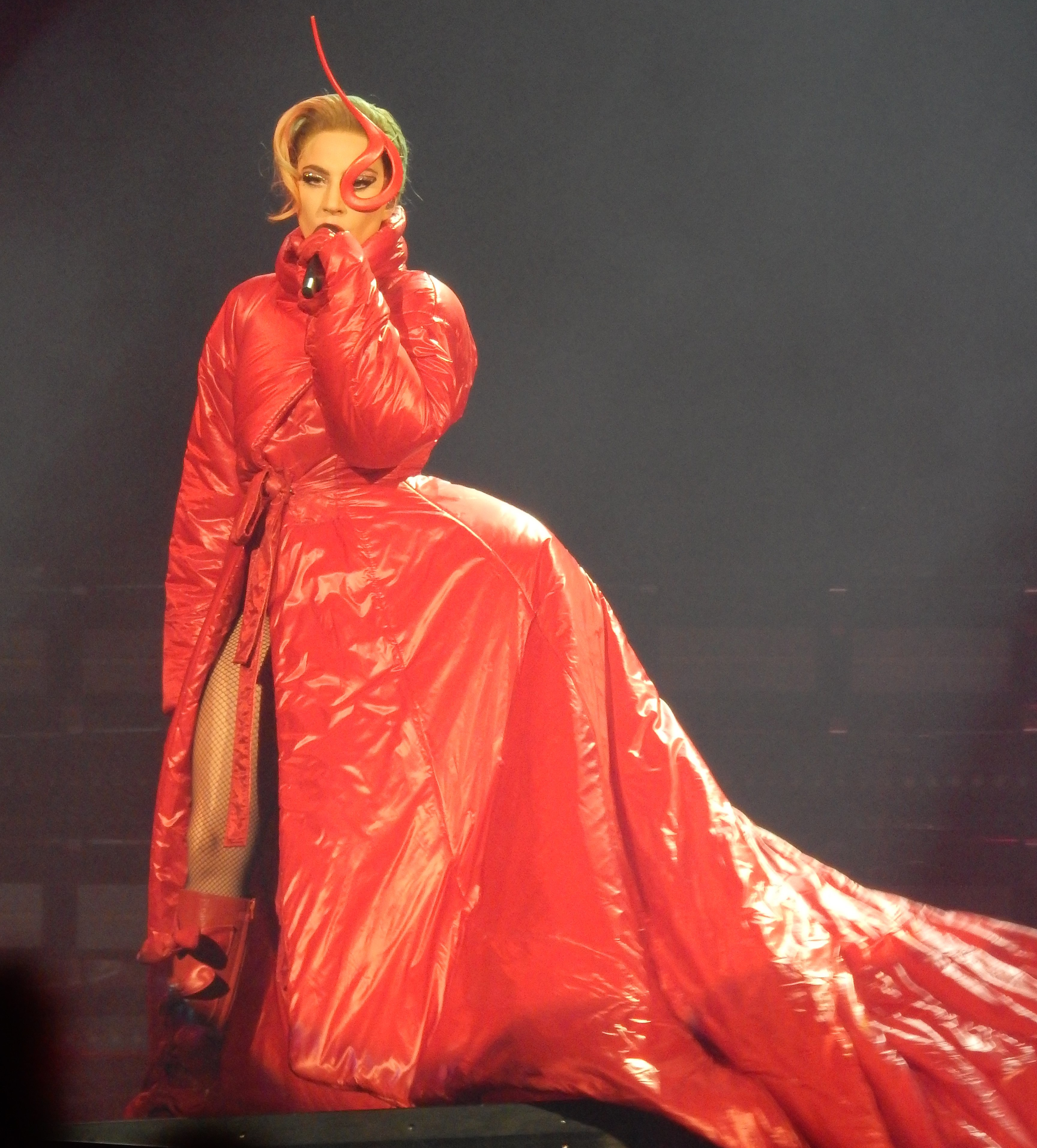
Gaga durante a apresentação de "Bloody Mary". O visual vermelho foi notado como uma memória vanguardistas a respeito de suas eras passadas.

Assim como nas turnês anteriores, a digressão foi separada em segmentos, sendo cada um precedido pro uma troca de figurino. Apesar de Gaga não ter compartilhado esboços ou detalhes sobre as roupas antes do início da turnê, foram relatados que quase 50.000 cristais Swarovski foram utilizados para desenhar as roupas de Gaga e dos dançarinos. Sarah Tanno, maquiadora oficial da turnê, revelou que os cristais foram utilizados até mesmo nos olhos de Gaga a fim de "criar um efeito multidimensional de brilho no palco." No Instagram, Gaga compartilhou uma foto antes do primeiro show, dando uma prévia de sua peruca em tons laranja e verde.
O primeiro visual envolvia um colante preto com franjas adornada com joias e bordados pesados, completado por um chapéu cristalizado com lantejoulas. O conjunto foi desenvolvido pelo estilista Alexander Wang, inspirado pela "energia incrível de Gaga"", "seu espírito ocidental" e "a transformação em Joanne". Discutindo sua criação com a Vogue, Wang acrescentou que a roupa foi influenciada pelas costuras e enfeites de uma bota de cowboy." Mais tarde, Gaga apareceu no palco com outras roupas de "inspiração ocidental". Para um deles, a cantora utilizou uma jaqueta com franja de couro, botas pretas de cano alto, meias arrastão e um chapéu de cor preta. Tirando a jaqueta, foi vista utilizando uma malha de couro. Um conjunto distinto, dentro da mesma estética country, consistia em um chapéu de aba larga e um blazer branco de franja pintada à mão, que apresentava músicas e títulos de álbuns de sua discografia e letras da canção "Perfect Illusion".
Para uma performance que envolvia uma nova versão do "disco-stick" característico de Gaga no intervalo do Super Bowl LI, a artista também vestiu um macacão de couro azul claro com ombreiras dramáticas e sapatos personalizados em veludo, desenhados por Giuseppe Zanotti, que foram completados por uma saia branca de baile.  Mais tarde, vestiu-se com um apetrecho de Norma Kamali com uma cauda de 0 metros e uma máscara de olho. Lauren Alexis Fisher, da revista de moda Harper's Bazaar, comentou que Gaga trouxe de volta "a aparência vanguardista que sempre abraçou" com este último visual. Depois de retirar o casaco, Gaga apresentou-se com uma roupa de couro vermelha e botas de couro com borla. Além disso, utilizou uma jaqueta geométrica com vários laços em ambos os braços, sendo completada com uma máscara emplumada e um segundo conjunto de saltos criados por Giuseppe Zanotti com uma tira de tornozelo com cristais. Este último foi, portanto, comparado com o visual antigo de Gaga durante a era The Fame Monster. Mais tarde, retirou a jaqueta, revelando um colante brilhante de manga comprida e um mock neck. Seguidamente, utilizou um casaco casaco adornado com cristais e o mesmo chapéu rosa da capa do álbum Joanne.

## Sinopse

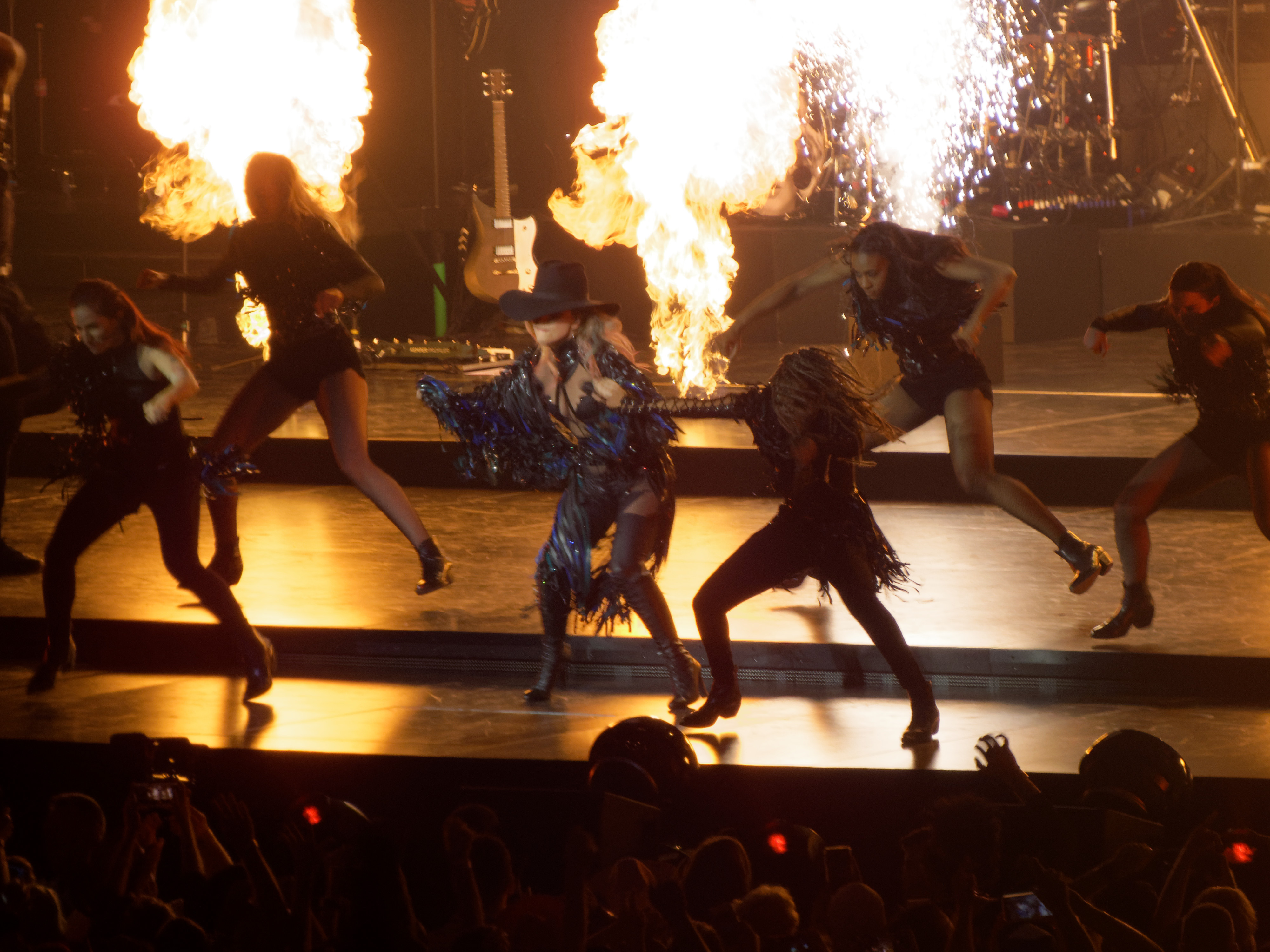
Gaga apresentando "John Wayne" com efeitos pirotécnicos ao fundo.

O show começa com uma contagem regressiva exibida em um telão, com a frase "Don't call me Gaga" tocada repetidamente nos alto-falantes. Depois de Gaga gritar que quer ser chamada de Joanne, "Diamond Heart" começa a tocar e Gaga se posiciona de pé em uma plataforma elevada com um pedestal de microfone. Seguidamente, move-se para cantar "A-Yo" enquanto toca uma guitarra, e seus dançarinos e guitarristas começam a aparecer no palco. O show continua com uma performance coreografada de "Poker Face", com dançarinos vestindo trajes de couro pretos em estilo cowboy. A primeira parte do show é concluída por "Perfect Illusion", seguida por um interlúdio que mostra Gaga dirigindo um conversível vintage soltando fumaça rosa. "John Wayne" é apresentada com efeitos pirotécnicos ao lado dos dançarinos. Por conseguinte, "Scheiße" é apresentada nas plataformas elevadas. Após a performance de  "Alejandro", Gaga deixa o palco para uma troca de figurino.
Depois de outro interlúdio que mostra a cantora com chifres de rinoceronte, Gaga aparece no palco tocando um keytar para "Just Dance". "LoveGame" e "Telephone" acompanham a performance, sendo a primeira acompanhada pelo "disco-stick". Durante "Applause", as três câmaras iluminadas utilizadas para a projeção do vídeo são diminuídas, formando uma ponte para que Gaga e os dançarinos cruzem os palcos e cheguem ao piano para o fim da música. Nesse momento, Gaga faz um discurso para a plateia e começa a cantar "Come to Mama" e "The Edge of Glory" no piano. Mudando de roupa e trajada com um vestido de baile, Gaga performa "Born This Way", acompanhada por efeitos de iluminação coloridos.
Após outro interlúdio, Gaga volta para performar "Bloody Mary" em um vestido vermelho, que é transformado em um colante para "Dancin' in Circles". Em seguida, Gaga performa "Paparazzi", retratando uma batalha coreografada no palco, mostrando alguém sendo perseguido e assassinado. Nesse momento, sirenes de ambulância são ouvidas e uma cruz com fundo vermelho e azul é exibida quando uma das câmaras ilumiandas é erguida. O show, em seguida, muda para "Angel Down", com Gaga trajada num blazer branco com franjas e um chapéu marrom de penas. Gaga desce a plataforma para contar ao público uma história sobre sua falecida tia, Joanne Germanotta, antes de se sentar em um banquinho para apresentar a faixa-título do álbum.
O segmento final começa com "Bad Romance", com Gaga e os dançarinos trajados de branco. Em seguida, apresenta "The Cure" com coreografia completa. Ao término da canção, faz uma sinal de reverência e sai do palco, retornando minutos depois para performar um bis, já utilizando uma jaqueta prateada com chapéu rosa da capa do álbum. "Million Reasons" é cantada no piano, com a cantora em cima, e o show termina com Gaga desaparecendo do palco, enquanto o chapéu rosa é deixado para trás no banco do piano.

## Desempenho comercial

### Venda de ingressos
De acordo com a Live Nation, todas as datas de apresentação em arenas obtiveram entrada geral, bem como ingressos para lugares reservados. Titulares de cartões do Citibank foram privilegiados com a oportunidade de utilizar a pré-venda em cidades como Los Angeles e Filadélfia, embora houvesse um limite de 8 ingresso por transação para qualquer comprador. Para cada ingresso vendido para os shows dos Estados Unidos, a Live Nation também anunciou que US$ 1 seria doado para a Born This Way Foundation.
Seguidamente, a empresa anunciou que havia altas demandas para ingressos em toda a América do Norte e Europa, após a abertura de vendas em 13 de fevereiro de 2017. Todas as datas da etapa norte-americana foram instantaneamente esgotadas, levando a datas secundárias adicionadas às cidades de Las Vegas, Inglewood, Toronto e Filadélfia, bem como no Citi Field de Nova Iorque e no Fenway Park de Boston. Além disso, outros shows foram esgotados nas cidades de Tacoma, Omaha, Vancouver, Edmonton, São Francisco, Chicago, Montreal, entre outras. Semelhantemente, houve alta demanda nas apresentações da Europa, onde os ingressos foram colocados à venda três dias antes, levando ao esgotamento. As cidades de Barcelona, Birmingham, Londres e Paris esgotaram os ingresos rapidamente, levando a Live Nation a adicionar datas secundárias. Um comunicado posterior informou que os ingresoss mínimos estavam disponíveis para as datas com alta demanda.

### Receita
A Billboard foi a responsável pela divulgação da receita norte-americana para o mês de agosto. Na publicação, o total bruto foi de US$ 8,7 milhões com 78.530 ingressos vendidos originários de quatro shows esgotados. Os shows na arena The Forum, em Inglewood, concedeu as maiores vendas brutas com uma arrecadação de US$ 3,6 milhões e uma participação de 28.567 pessoas. O primeiro show americano, na Tacoma Dome, em Tacoma, produziu as melhores vendas e audiência de 19.296, totalizando um aumento de 36% nas vendas de ingressos comparado à turnê Born This Way Ball, com ingressos que foram de US$ 175 para US$ 251. Além disso, houve acréscimo de US$ 11 milhões, sendo a principal artista em arrecadação do ano, com cerca de 103.162 ingressos vendidos.
Ao fim da primeira etapa, a Billboard divulgou um total de US$ 52 milhões, com mais de 440.000 ingressos vendidos num total de 20 shows esgotados. As apresentações em estádio tinham média de 36.500 pessoas por concerto, enquanto nas arenas a média era de 15.800 pessoas. Este último, portanto, foi maior do que a média de suas turnês anteriores: [ArtRave: The Artpop Ball]] (2014) acumulou 12.300 em audiência, enquanto a Born This Way Ball (2012-2013) angariou uma média de 12.400 durante os dez primeiros meses. Posteriormente, a Pollstar revelou que o segmento norte-americano havia arrecadado US$ 85,7 milhões no total, com 737.155 ingressos vendidos. No fim do ano de 2017, a turnê esteve na 14ª posição entre as melhores cem turnês mundiais, com média bruta de US$ 2,45 milhões em mais de 35 datas coletadas. Por fim, a turnê arrecadou US$ 94.9 milhões com 841.935 ingressos vendidos.

## Recepção crítica

### América do Norte

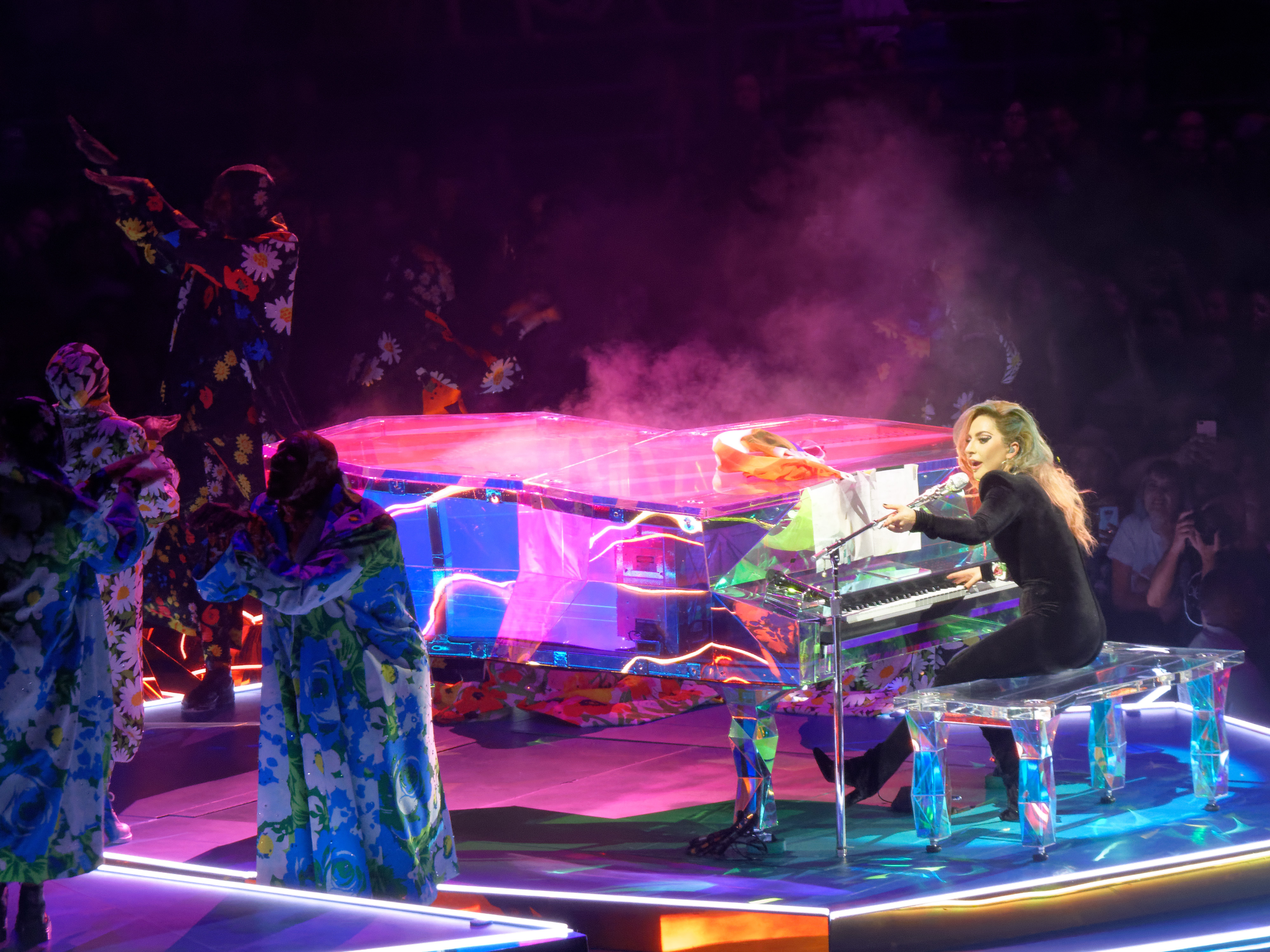
Gaga apresentando "Come to Mama" num piano em acrílico com formato de coração. As performances acústicas, portanto, receberam aclamação da crítica profissional.

Tom Murray, do jornal canadense Edmonton Journal, fez uma análise positiva, destacando: "Trata-se de um grande e exagerado salto nos sentidos, fazendo com que a Joanne World Tour seja tão impressionante quanto um show de arena, com um arco dramático que depende do carisma e das habilidades vocais da cantora, bem como com os efeitos especiais." Alex Stedman, da Variety, declarou: "Lady Gaga pode fazer muito mais do que uma estrela pop comum. [...] Embora haja muito a ser dito sobre os vocais e o carisma enérgico de Gaga, o repertório também merece destaque." Numa outra crítica positiva, Josh Bell, do Las Vegas Weekly, escreveu: "Mesmo que os álbuns de Gaga tenham se tornado dispersos e desnivelados, ela continua sendo um fantástico ato ao vivo, destilando o melhor de sua música, seu senso de moda, suas habilidades vocais e sua personalidade carismática em um espetáculo de duas horas. [...] Gaga permaneceu a mais hipnotizante parte de um espetáculo incrivelmente trabalhado." Brett Milano, da publicação Boston Herald, avaliou o show no Fenway Park, elogiou a voz de Gaga, dizendo: "Ela é uma cantora notável, igualmente em casa, bem como no soul ou em melodias tocantes. [...] Não houve dublagem evidente no show e, para artistas pop do mainstrem é uma grande exceção à regra. A apresentação sugeriu que sua carreira pode estar se movendo para uma fase menso chamativa e mais íntima; no entanto, na noite passada, ela trouxe emoções baratas e um coração subjacente."
Jon Caramanica, do The New York Times, sentiu que a primeira parte do show foi "desarticulada, mudando estilos e atitudes aparentemente ao acaso", mas Gaga posteriormente "chegou a um ritmo". Além disso, o crítico também elogiou as sessões de piano, escrevendo que "Gaga estava em casa" com o instrumento. Selena Fragassi, da publicação diária Chicago Sun-Times, elogiou o cenário, os figurnos e os vocais "quase perfeitos" de Gaga, dizendo que o show é "apenas mais um testemunho do poder da estrela de Gaga". No entanto, criticou as habilidades de dançarina de Gaga, dizendo que "a cantora, entretanto, era uma sobra de sua antiga dançarina, confiando na coreografia de anos para manter, em "Bad Romance", seu equilíbrio." Mikael Wood, do Los Angeles Times, avaliou, dizendo: "As baladas eram o destaque do show. [...] Ela começou a sincronizar cuidadosamente todas aquelas partes móveis. Em sucessos antigos como "LoveGame" e "Telephone", Lady Gaga mostrou excitação visível." Richard Burnett, do jornal Montreal Gazette, afirmou: "De modo geral, o que Gaga não portava num momento musical era mais do que compensado pelo seu palco principal multiplataforma com efeitos especiais." Para o The Detroit News, Adam Graham chamou Gaga de "dinamite", elogiando a conexão com a plateia, enquanto criticava as mudanças de figurino, pois "a banda foi forçada a preencher a lacuna entre as mudanças de visuais."

### Europa
Alex Petridis, jornalista do jornal britânico The Guardian, avaliou a turnê com 4 estrelas de 5, destacando as apresentações em acústico de Gaga e a conexão do público como elementos de destaque. Além disso, acrescentou que, embora o show não possa ser chamado deliberadamente de discreto, comparado às outras turnês de Gaga, "a esquisitice que era seu cartão de visitas foi, mais uma vez, consideravelmente reduzida." Alice Vincent, do The Telegraph, notou que a turnê é "mais minimalista" e que os "apelos de Gaga não são truques ou reinvenções dramáticas, mas uma permanência contínua sob todos eles.".

## Repertório
O repertório abaixo é constituído do primeiro show, feito em 1º de agosto de 2017 em Vancouver, não sendo representativo de todos os concertos.
1. "Diamond Heart"
2. "A-Yo"
3. "Poker Face"
4. "Perfect Illusion"

- "The Car" (Interlude)

1. "John Wayne"
2. "Scheiße"
3. "Alejandro"

- "Rhino" (Interlude)

1. "Just Dance"
2. "LoveGame"
3. "Telephone"

- "Transformation" (Interlude)

1. "Applause"
2. "Come to Mama"
3. "The Edge of Glory"
4. "Born This Way"

- "Trapped" (Interlude)

1. "Bloody Mary"
2. "Dancin' in Circles"
3. "Paparazzi"
4. "Angel Down"
5. "Joanne"

- "Dripping Face" (Interlude)

1. "Bad Romance"
2. "The Cure"

Bis
1. "Million Reasons"

- Nas apresentações realizadas em estádios, "Bloody Mary", "Dancin' in Circles" e "Paparazzi" não foram interpretadas.[54]

## Datas
| Data                       | Cidade                     | País                       | Local                      | Atos de abertura           | Público                    | Receita                    |
| Etapa 1 – América do Norte | Etapa 1 – América do Norte | Etapa 1 – América do Norte | Etapa 1 – América do Norte | Etapa 1 – América do Norte | Etapa 1 – América do Norte | Etapa 1 – América do Norte |
| -------------------------- | -------------------------- | -------------------------- | -------------------------- | -------------------------- | -------------------------- | -------------------------- |
| 1º de agosto de 2017       | Vancouver                  | Canadá                     | Rogers Arena               | —                          | 15,665 / 15,665 (100%)     | US$ 1,430,667              |
| 3 de agosto de 2017        | Edmonton                   | Canadá                     | Rogers Place               | —                          | 15,002 / 15,002 (100%)     | US$ 1,466,718              |
| 5 de agosto de 2017        | Tacoma                     | Estados Unidos             | Tacoma Dome                | —                          | 19,296 / 19,296 (100%)     | US$ 2,158,960              |
| 8 de agosto de 2017        | Inglewood                  | Estados Unidos             | The Forum                  | —                          | 28,567 / 28,567 (100%)     | US$ 3,633,410              |
| 9 de agosto de 2017        | Inglewood                  | Estados Unidos             | The Forum                  | —                          | 28,567 / 28,567 (100%)     | US$ 3,633,410              |
| 11 de agosto de 2017       | Las Vegas                  | Estados Unidos             | T-Mobile Arena             | —                          | 15,893 / 15,893 (100%)     | US$ 2,139,858              |
| 13 de agosto de 2017       | São Francisco              | Estados Unidos             | AT&T Park                  | DJ White Shadow            | 39,225 / 39,225 (100%)     | US$ 4,674,972              |
| 15 de agosto de 2017       | Sacramento                 | Estados Unidos             | Golden 1 Center            | —                          | 15,546 / 15,546 (100%)     | US$ 1,663,263              |
| 19 de agosto de 2017       | Omaha                      | Estados Unidos             | CenturyLink Center Omaha   | —                          | 15,886 / 15,886 (100%)     | US$ 1,693,038              |
| 21 de agosto de 2017       | Saint Paul                 | Estados Unidos             | Xcel Energy Center         | —                          | 16,612 / 16,612 (100%)     | US$ 1,813,406              |
| 23 de agosto de 2017       | Cleveland                  | Estados Unidos             | Quicken Loans Arena        | —                          | 15,552 / 15,552 (100%)     | US$ 1,622,428              |
| 25 de agosto de 2017       | Chicago                    | Estados Unidos             | Wrigley Field              | DJ White Shadow            | 41,847 / 41,847 (100%)     | US$ 5,213,820              |
| 28 de agosto de 2017       | Nova Iorque                | Estados Unidos             | Citi Field                 | DJ White Shadow            | 69,978 / 69,978 (100%)     | US$ 9,520,390              |
| 29 de agosto de 2017       | Nova Iorque                | Estados Unidos             | Citi Field                 | DJ White Shadow            | 69,978 / 69,978 (100%)     | US$ 9,520,390              |
| 1º de setembro de 2017     | Boston                     | Estados Unidos             | Fenway Park                | DJ White Shadow            | 67,660 / 67,660 (100%)     | US$ 8,111,672              |
| 2 de setembro de 2017      | Boston                     | Estados Unidos             | Fenway Park                | DJ White Shadow            | 67,660 / 67,660 (100%)     | US$ 8,111,672              |
| 6 de setembro de 2017      | Toronto                    | Canadá                     | Air Canada Centre          | —                          | 31,526 / 31,526 (100%)     | US$ 3,328,841              |
| 7 de setembro de 2017      | Toronto                    | Canadá                     | Air Canada Centre          | —                          | 31,526 / 31,526 (100%)     | US$ 3,328,841              |
| 10 de setembro de 2017     | Filadélfia                 | Estados Unidos             | Wells Fargo Center         | —                          | 32,296 / 32,296 (100%)     | US$ 3,629,942              |
| 11 de setembro de 2017     | Filadélfia                 | Estados Unidos             | Wells Fargo Center         | —                          | 32,296 / 32,296 (100%)     | US$ 3,629,942              |
| Etapa 2 – América do Norte |                            |                            |                            |                            |                            |                            |
| 3 de novembro de 2017      | Montreal                   | Canadá                     | Bell Centre                | —                          | 17,946 / 17,946 (100%)     | US$ 1,525,732              |
| 5 de novembro de 2017      | Indianápolis               | Estados Unidos             | Bankers Life Fieldhouse    | —                          | 15,375 / 15,375 (100%)     | US$ 1,606,010              |
| 7 de novembro de 2017      | Detroit                    | Estados Unidos             | Little Caesars Arena       | —                          | 15,550 / 15,550 (100%)     | US$ 1,712,378              |
| 10 de novembro de 2017     | Uncasville                 | Estados Unidos             | Mohegan Sun Arena          | —                          | 15,394 / 15,394 (100%)     | US$ 1,784,100              |
| 11 de novembro de 2017     | Uncasville                 | Estados Unidos             | Mohegan Sun Arena          | —                          | 15,394 / 15,394 (100%)     | US$ 1,784,100              |
| 13 de novembro de 2017     | Louisville                 | Estados Unidos             | KFC Yum! Center            | —                          | 17,997 / 17,997 (100%)     | US$ 1,959,814              |
| 15 de novembro de 2017     | Kansas City                | Estados Unidos             | Sprint Center              | —                          | 15,117 / 15,117 (100%)     | US$ 1,612,710              |
| 16 de novembro de 2017     | St. Louis                  | Estados Unidos             | Scottrade Center           | —                          | 16,343 / 16,343 (100%)     | US$ 1,577,704              |
| 19 de novembro de 2017     | Washington, D.C.           | Estados Unidos             | Capital One Arena          | —                          | 15,288 / 15,288 (100%)     | US$ 1,901,754              |
| 20 de novembro de 2017     | Pittsburgh                 | Estados Unidos             | PPG Paints Arena           | —                          | 15,228 / 15,228 (100%)     | US$ 1,641,888              |
| 28 de novembro de 2017     | Atlanta                    | Estados Unidos             | Philips Arena              | —                          | 12,155 / 12,155 (100%)     | US$ 1,615,820              |
| 30 de novembro de 2017     | Miami                      | Estados Unidos             | American Airlines Arena    | —                          | 14,738 / 14,738 (100%)     | US$ 1,776,734              |
| 1º de dezembro de 2017     | Tampa                      | Estados Unidos             | Amalie Arena               | —                          | 15,170 / 15,170 (100%)     | US$ 1,627,766              |
| 3 de dezembro de 2017      | Houston                    | Estados Unidos             | Toyota Center              | —                          | 13,100 / 13,100 (100%)     | US$ 1,712,302              |
| 5 de dezembro de 2017      | Austin                     | Estados Unidos             | Frank Erwin Center         | —                          | 12,981 / 12,981 (100%)     | US$ 1,437,660              |
| 8 de dezembro de 2017      | Dallas                     | Estados Unidos             | American Airlines Center   | —                          | 15,047 / 15,047 (100%)     | US$ 1,771,939              |
| 9 de dezembro de 2017      | Oklahoma City              | Estados Unidos             | Chesapeake Energy Arena    | —                          | 14,072 / 14,072 (100%)     | US$ 1,512,444              |
| 12 de dezembro de 2017     | Denver                     | Estados Unidos             | Pepsi Center               | —                          | 15,852 / 15,852 (100%)     | US$ 1,620,472              |
| 14 de dezembro de 2017     | Salt Lake City             | Estados Unidos             | Vivint Smart Home Arena    | —                          | 12,688 / 12,688 (100%)     | US$ 1,425,214              |
| 16 de dezembro de 2017     | Las Vegas                  | Estados Unidos             | T-Mobile Arena             | —                          | 14,478 / 14,478 (100%)     | US$ 2,163,880              |
| 18 de dezembro de 2017     | Inglewood                  | Estados Unidos             | The Forum                  | —                          | 13,282 / 13,282 (100%)     | US$ 1,707,064              |
| Etapa 3 – Europa           |                            |                            |                            |                            |                            |                            |
| 14 de janeiro de 2018      | Barcelona                  | Espanha                    | Palau Sant Jordi           | —                          | 28,918 / 28,918 (100%)     | US$ 2,113,298              |
| 16 de janeiro de 2018      | Barcelona                  | Espanha                    | Palau Sant Jordi           | —                          | 28,918 / 28,918 (100%)     | US$ 2,113,298              |
| 18 de janeiro de 2018      | Milão                      | Itália                     | Mediolanum Forum           | —                          | 11,170 / 11,170 (100%)     | US$ 1,109,390              |
| 20 de janeiro de 2018      | Amsterdã                   | Países Baixos              | Ziggo Dome                 | —                          | 15,397 / 15,397 (100%)     | US$ 1,465,089              |
| 22 de janeiro de 2018      | Antuérpia                  | Bélgica                    | Sportpaleis                | —                          | 15,533 / 15,533 (100%)     | US$ 1,435,452              |
| 24 de janeiro de 2018      | Hamburgo                   | Alemanha                   | Barclaycard Arena          | —                          | 10,587 / 10,587 (100%)     | US$ 1,055,950              |
| 31 de janeiro de 2018      | Birmingham                 | Inglaterra                 | Arena Birmingham           | —                          | 12,456 / 12,456 (100%)     | US$ 1,138,126              |
| 1º de fevereiro de 2018    | Birmingham                 | Inglaterra                 | Genting Arena              | —                          | 9,552 / 9,552 (100%)       | US$ 799,708                |
| Total                      | Total                      | Total                      | Total                      | Total                      | 841,935 / 841,935 (100%)   | US$ 94,911,783             |

### Apresentações canceladas
| Data                    | Cidade         | País       | Local                    | Motivo                                                            |
| ----------------------- | -------------- | ---------- | ------------------------ | ----------------------------------------------------------------- |
| 15 de setembro de 2017  | Rio de Janeiro | Brasil     | Parque Olímpico da Barra | Hospitalização devido a dores no corpo causadas pela fibromialgia |
| 4 de fevereiro de 2018  | Londres        | Inglaterra | The O2 Arena             | Dores severas no corpo causadas pela fibromialgia                 |
| 6 de fevereiro de 2018  | Manchester     | Inglaterra | Manchester Arena         | Dores severas no corpo causadas pela fibromialgia                 |
| 8 de fevereiro de 2018  | Londres        | Inglaterra | The O2 Arena             | Dores severas no corpo causadas pela fibromialgia                 |
| 11 de fevereiro de 2018 | Zurique        | Suíça      | Hallenstadion            | Dores severas no corpo causadas pela fibromialgia                 |
| 13 de fevereiro de 2018 | Colônia        | Alemanha   | Lanxess Arena            | Dores severas no corpo causadas pela fibromialgia                 |
| 15 de fevereiro de 2018 | Estocolmo      | Suécia     | Ericsson Globe           | Dores severas no corpo causadas pela fibromialgia                 |
| 17 de fevereiro de 2018 | Copenhague     | Dinamarca  | Royal Arena              | Dores severas no corpo causadas pela fibromialgia                 |
| 20 de fevereiro de 2018 | Paris          | França     | AccorHotels Arena        | Dores severas no corpo causadas pela fibromialgia                 |
| 21 de fevereiro de 2018 | Paris          | França     | AccorHotels Arena        | Dores severas no corpo causadas pela fibromialgia                 |
| 23 de fevereiro de 2018 | Berlim         | Alemanha   | Mercedes-Benz Arena      | Dores severas no corpo causadas pela fibromialgia                 |